# Hippolyte Lucas

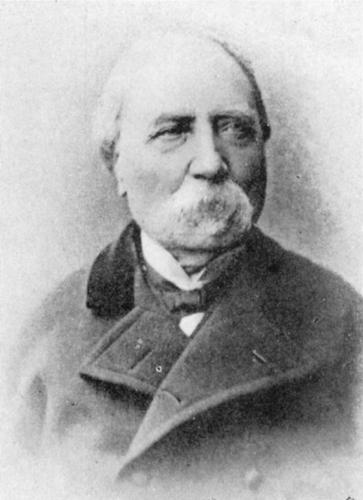
Hippolyte Lucas

Pierre-Hippolyte Lucas (Parigi, 17 gennaio 1814 – Parigi, 5 luglio 1899) è stato un entomologo e aracnologo francese.

## Biografia
Ha lavorato come naturalista al Museo nazionale di storia naturale di Francia di Parigi. Dal 1839 al 1842 si è occupato della sistematica degli esemplari rivenienti dalle collezioni della Commissione per l'esplorazione dell'Algeria.
Era fratello del medico Prosper Lucas.

## Campo di studi
Si è occupato prevalentemente degli aracnidi e degli insetti dell'Algeria.

## Alcuni taxa descritti
- Thelyphonidae Lucas, 1835 - famiglia di aracnidi dell'ordine Uropygi
- Callionima Lucas, 1857 - genere di lepidotteri della famiglia Sphingidae
- Calommata Lucas, 1837 - genere di ragni della famiglia Atypidae
- Parapenaeus longirostris Lucas, 1847 - specie di crostacei della famiglia Penaeidae

| Lucas è l'abbreviazione standard utilizzata per le specie animali descritte da Hippolyte Lucas. Categoria:Taxa classificati da Hippolyte Lucas |

## Alcuni taxa denominati in suo onore
- Aelurillus lucasi Roewer, 1951 - ragno della famiglia Salticidae
- Coenypha lucasi (Nicolet, 1849) - ragno della famiglia Thomisidae
- Duroniella lucasi (Bolivar, 1881) - ortottero della famiglia Acrididae
- Fufius lucasi Guadanucci & Indicatti, 2004 - ragno della famiglia Cyrtaucheniidae
- Icius lucasi (Simon, 1868) - ragno della famiglia Salticidae
- Micrathena lucasi Keyserling, 1864 - ragno della famiglia Araneidae
- Peucetia lucasi (Vinson, 1863) - ragno della famiglia Oxyopidae
- Synemosyna lucasi (Taczanowski, 1871) - ragno della famiglia Salticidae
- Trichopterna lucasi (O. P.-cambridge, 1875) - ragno della famiglia Linyphiidae

## Studi e ricerche principali
Di seguito alcune opere e pubblicazioni::
- Lucas, H., 1833a - Description d'une espece nouvelle d'Arachnide appartenant au genre Argyope de Savigny. Ann. Soc. ent. Fr. vol.2, pp. 86–88
- Lucas, H., 1833b - Mémoire sur plusieurs Arachnides nouvelles appartenant au genre Atte de M. de Walckenaer. Ann. Soc. ent. Fr. vol.2, pp. 476–482
- Lucas, H., 1834a - Mémoire sur un nouveau genre d'araneide de l'ordre des Pulmonaires. Ann. Soc. ent. Fr. vol.3, pp. 359–365
- Lucas, 1835 - Histoire naturelle des lépidoptères exotiques. Ouvrage orné de 200 figures peintes d'après nature par Pauquet et gravées sur acier. Paris, Pauquet, Bibliothèque Zoologique.
- Lucas, H., 1836b - Quelques observations sur le genre Atype et description d'une nouvelle espece appartenant a ce genre. Ann. Soc. ent. Fr. vol.5, pp. 213–217
- Lucas, H., 1836c - Notice sur une nouvelle espèce d'araneide appartenant au genre Lycose. Ann. Soc. ent. Fr. vol.5, pp. 521–526
- Lucas, 1849 - Histoire naturelle des animaux articulés. Exploration scientifique de l'Algérie, pendant les années 1840, 1841 et 1842 ... Paris, Imprimerie Nationale (1844-1849). (Stampato in 25 volumi, contiene 122 tavole descrittive)
- Lucas, 1852-1853 - Description de nouvelles Espèces de Lépidoptères appartenant aux Collections entomologiques du Musée de Paris, Revue Mag. Zool. (2) 4 (3): pp. 128–141 (1852); 4 (4): pp. 189–198 (1852); 4 (6): pp. 290–300 (1852); 4 (7): pp. 324–343 (1852); 4 (9): pp. 422–432, pl. 10 (1852); 5 (7): pp. 310–322 (1853).
- Lucas, 1859 - Animaux nouveaux ou rares, recuillis pendant l'expédition dans les parties centrales de l'Amérique du Sud, de Rio de Janeiro a Lima et de Lima au Pará; executée par ordre du gouvernement français pendant les années 1843 a 1847 sous la direction du Comte Francis de Castelnau. Entomologie Voy. Cast. vol.3, pp. 197–199, pl. 1-2 (Lepidoptera).